# Brunswick Heads

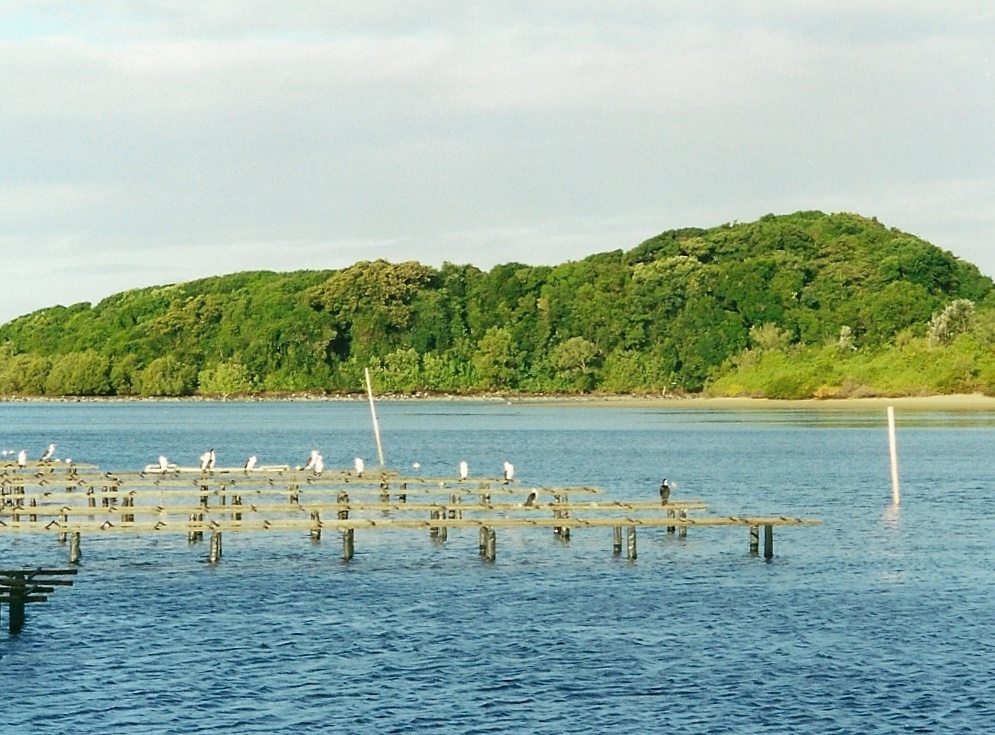
Granja d'ostres i bosc plujós litoral a Brunswick Heads

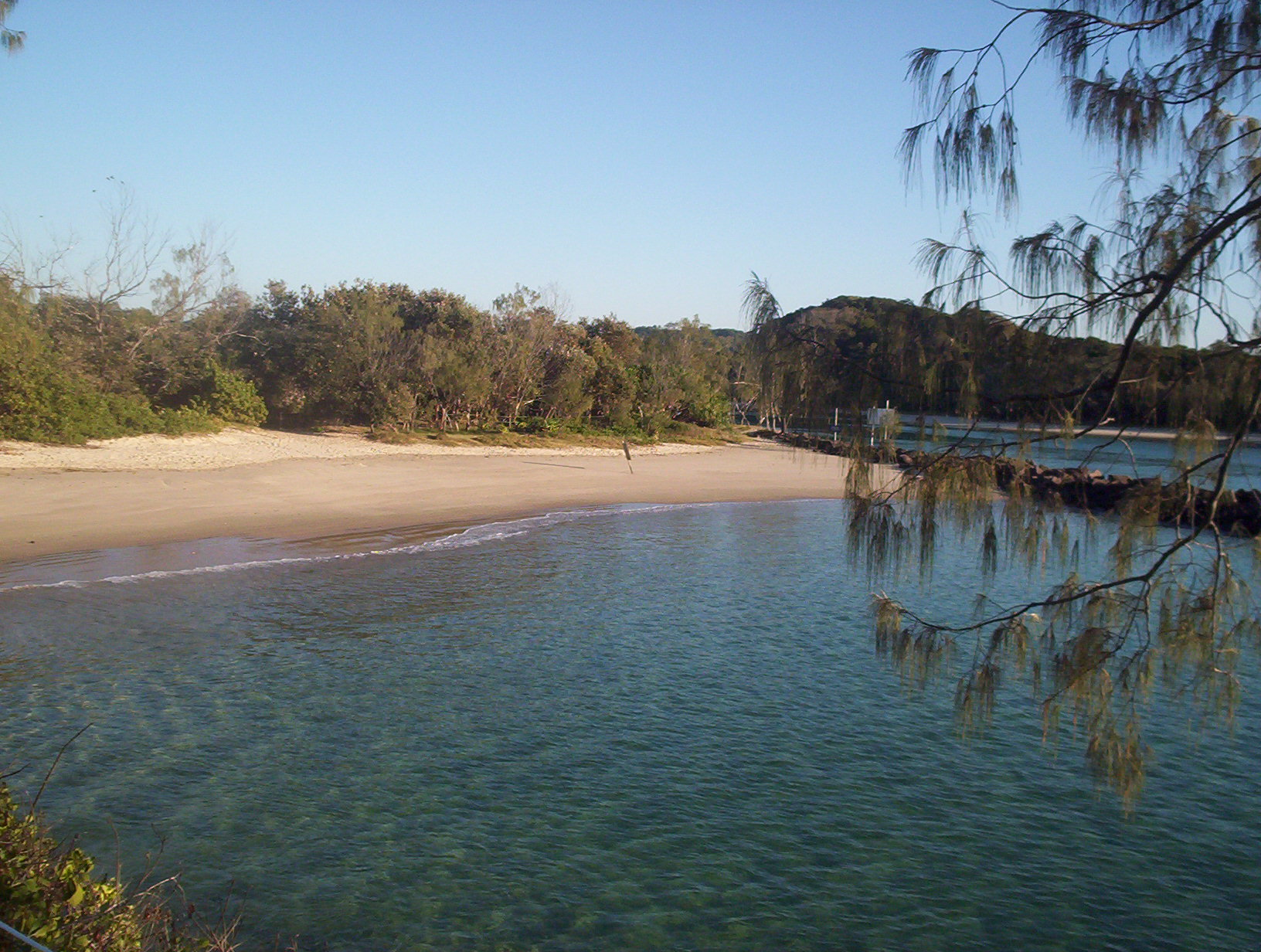
Una petita cala a la desembocadura del riu Brunswick.

Brunswick Heads és una població de la costa nord de Nova Gal·les del Sud (New South Wales), Austràlia a Byron Shire. L'any 2011, aquesta població tenia 1.636 habitants.
Brunswick Heads és una petita vila de vacances situada a la desembocadura del riu Brunswick. Conté la platja Torakina Beach i una altra platja de sorra blanca que va cap al sud. La riba nord del riu hostatja un bosc plujós protegit (Brunswick Heads Nature Reserve) i la riba meridional proporciona un port a bots de pesca. Mont Chincogan i Mont Warning estan darrere de Mullumbimby ("The Biggest Little Town In Australia").

## Història
Originàriament estava habitada pels aborígens Bundjalung, el riu Brunswick va ser cartografiat pel Capiità Rous el 1828. Cap a 1880 Brunswick Heads tenia un port ple d'activitat i un petit centre comercial.
La vila entrà en declivi arran de la construcció del ferrocarril passant per Mullumbimby el 1894. Però aviat Brunswick va ser popular com a lloc familiar de vacances.